# Microstylum pseudoananthakrishnani
Microstylum pseudoananthakrishnani là một loài ruồi trong họ Asilidae. Microstylum pseudoananthakrishnani được Joseph & Parui miêu tả năm 1989. Loài này phân bố ở miền Ấn Độ - Mã Lai.